# San Pedro de Toyos
San Pedro de Toyos es una localidad argentina ubicada en el departamento Ischilín de la provincia de Córdoba.
Se encuentra sobre la ruta provincial 502, 10 km al oeste de Deán Funes. Antiguamente se ubicaba cerca del Camino Real a Perú, contando con una población importante, aunque luego no pudo desarrollarse, manifestándose como un caserío donde el templo católico tiene una posición prominente.

## Historia
Con anterioridad a la llegada de los españoles debió haber una fortaleza o poblado indígena, como lo demuestran una importante cantidad de objetos hallados en el lugar. Las tierras de San Pedro de Toyos fueron de las primeras del Valle de Ischilín en ser repartidas, siendo su primer dueño el sargento Cristóbal Torres Dávila en 1670. Luego de sucesivas ventas Pedro Rodríguez hereda parte de las mismas de su padre y edifica una capilla en honor de su santo. De esta primitiva capilla poco se sabe, la actual data de fines de 1880, con imágenes del santo de las llamadas de vestir. Fue el lugar de nacimiento de Isidoro Pino, el primer soldado cordobés muerto por su patria. Fue un pueblo próspero hasta mediados del siglo XIX, basando su economía en la industria textil y la ganadería, sobre todo mula que eran exportadas al Alto Perú.

## Origen del nombre
San Pedro es en alusión a la capilla dedicada a Simón Pedro, mientras que Toyos significa bañado o pantanillo en las lenguas de la zona.

## Población
Cuenta con 56 habitantes (Indec, 2010), lo que representa un incremento del 10% frente a los 51 habitantes (Indec, 2001) del censo anterior.
| Gráfica de evolución demográfica de San Pedro de Toyos entre 1991 y 2010 |
|                                                                          |
| Fuente: Censos nacionales del INDEC                                      |